# 15099 Джейнштром
15099 Джейнштром (15099 Janestrohm) — астероїд головного поясу, відкритий 5 січня 2000 року.
Тіссеранів параметр щодо Юпітера — 3,352.